# Jetix Scandinavia
I Skandinavien var Jetix en tv-kanal ejet af Disney–ABC Television Group, der var rettet mod børn i de nordiske lande. Kanalen blev lanceret i 1998 og blev derefter kendt som Fox Kids, men det blev omdøbt i 2004, da Saban Entertainment og News Corporation havde solgt den til Disney.
| Fjernsyn | Spire Denne artikel om en tv-kanal er en spire som bør udbygges. Du er velkommen til at hjælpe Wikipedia ved at udvide den. |